# 兄弟班
《兄弟班》（英語：House of The Rising Sons）是一部2018年香港音樂傳記片，2018年7月19日在香港上映，由譚詠麟、鍾鎮濤、彭健新、陳友、葉智強、陳家樂、于　湉、王梓軒、林耀聲、鄧加樂、吳鶴謙、錢小豪、任達華、惠英紅、金燕玲、廖啟智主演，本片根據溫拿樂隊真人故事改編，講述六位少年追尋音樂夢想的青春激情故事，以及溫拿樂隊的幾位好朋友如何為音樂走在一起、甘苦與共的動人經歷。

## 演員列表

### 主要演員
| 演員   | 角色 | 介紹 |
| 鄧加樂 | 阿倫 | 阿力及阿健的同學，因外型及歌聲出眾而成為校內風頭躉，因而被阿力邀請加入樂隊成為主音。                         |
| 譚詠麟 | 阿倫 | 阿力及阿健的同學，因外型及歌聲出眾而成為校內風頭躉，因而被阿力邀請加入樂隊成為主音。                         |
| 吳鶴謙 | 阿友 | 出身中產家庭，阿力、阿健及阿強因他家中有多種樂器，因而無心插柳讓他加入樂隊而成為出色鼓手。                   |
| 陳 友  | 阿友 | 出身中產家庭，阿力、阿健及阿強因他家中有多種樂器，因而無心插柳讓他加入樂隊而成為出色鼓手。                   |
| 陳家樂 | 阿健 | 因醉心音樂，故不喜歡跟父親學做洋服而反目，視阿力為大佬，因為追隨他而接觸搖滾樂，成為他們所組成的樂隊結他手。 |
| 彭健新 | 阿健 | 因醉心音樂，故不喜歡跟父親學做洋服而反目，視阿力為大佬，因為追隨他而接觸搖滾樂，成為他們所組成的樂隊結他手。 |
| 林耀聲 | 阿強 | 阿力及阿健的街坊，為人沉默寡言，也視阿力為大佬，因受各人影響而接觸搖滾樂，是樂隊的低音結他手。               |
| 葉智強 | 阿強 | 阿力及阿健的街坊，為人沉默寡言，也視阿力為大佬，因受各人影響而接觸搖滾樂，是樂隊的低音結他手。               |
|        | 阿B  | |
| 鍾鎮濤 |      | |
| 王梓軒 | 阿力 | 街坊鄰里的小霸王，具音樂天份但喜歡做大佬，為了追女仔出風頭，無意之中帶著兄弟阿健及阿強踏上音樂之路。         |

### 其他演員
| 演員   | 角色                 | 介紹                                                                                   |
| 錢小豪 | 阿友父親             |                                                                                        |
| 惠英紅 | 阿力母親             |                                                                                        |
| 任達華 | 阿健父親             | 作風老派守舊且唯利是圖，一心望子成龍，故極力反對他玩音樂，只希望兒子繼承自己的洋服店。 |
| 金燕玲 | 阿健母親             | 典型的慈母，夾在丈夫與兒子中間，對父子經常為音樂爭執不休感到無奈，只能不斷從中調停。   |
| 廖啟智 | 溫拿經紀人           |                                                                                        |
| 郭惟晨 | Elaine（依琳）       |                                                                                        |
| 吳以悠 | 依琳閨蜜             |                                                                                        |
| 徐偉棟 | 紅衫流氓             |                                                                                        |
| 梁智強 | 阿倫的新加坡學校教師 |                                                                                        |

## 電影歌曲
本片根據溫拿樂隊真人故事改編，絕大部份劇情都使用其樂隊多首經典歌曲作為電影歌曲使用。
| 曲別   | 歌名     | 作曲           | 作詞   | 主唱     |
| 主題曲 | 千載不變 | 鍾鎮濤、譚詠麟 | 盧永強 | 溫拿樂隊 |

## 首映
2018年7月9日，《兄弟班》於EMax地下中央廣場舉行首映禮，首映禮司儀為黎芷珊，「溫拿五虎」譚詠麟、鍾鎮濤、陳友、彭健新及葉智強(阿強)與新一代「溫拿」林耀聲、鄧加樂、吳鶴謙及有份參演的王梓軒、錢小豪、廖啟智等齊出席支持，儀式完結後於星影匯進行首映。

## 外部連結
- 兄弟班的Facebook專頁
- 香港影庫上《兄弟班》的資料（繁體中文）
- 兄弟班的新浪微博
- 豆瓣电影上《兄弟班》的資料 （简体中文）
- 互联网电影数据库（IMDb）上《兄弟班》的资料（英文）